# 弗勒代尼鄉 (博托沙尼縣)
47°43′N 26°32′E / 47.717°N 26.533°E
弗勒代尼鄉（羅馬尼亞語：Comuna Vlădeni, Botoșani），是羅馬尼亞的鄉份，位於該國東北部，由博托沙尼縣負責管轄，面積62平方公里，海拔高度290米，2007年人口5,018，人口密度每平方公里82人。